# La Toile d'araignée (film, 1955)
Pour les articles homonymes, voir La Toile d'araignée.
Pour plus de détails, voir Fiche technique et Distribution.
La Toile d'araignée (The Cobweb) est un film américain réalisé par Vincente Minnelli, sorti en 1955.

## Synopsis
Le Dr Stewart McIver dirige une clinique psychiatrique qui s'efforce de faire participer ses patients à la vie quotidienne. Le sujet du moment est le remplacement de rideaux à partir de motifs dessinés par l'un d'eux. Sa jeune épouse se sent délaissée par son mari et s'oppose indirectement au projet. L'intendante Mlle Inch perçoit tout cela comme une intrusion dans ses prérogatives. Rapidement, tout ce petit monde se retrouve en porte-à-faux, se battant pour des rideaux et au-delà, pour affirmer sa place dans ce microcosme.

## Fiche technique
- Titre : La Toile d'araignée
- Titre original : The Cobweb
- Réalisation : Vincente Minnelli
- Assistant réalisateur : William Shanks
- Scénario : John Paxton d'après le roman "The Cobweb" de William Gibson (Editions Alfred A. Knopf, New York, 1954, 339 pages)
- Production : John Houseman pour la Metro-Goldwyn-Mayer
- Distribution aux États-Unis et en France : Metro-Goldwyn-Mayer
- Musique : Leonard Rosenman
- Photographie : George Folsey
- Montage : Harold F. Kress et Conrad A. Nervig (non crédité)
- Direction artistique : Cedric Gibbons et E. Preston Ames
- Décoration : Edwin B. Willis et Keogh Gleason
- Costumes : Helen Rose
- Son :Wesley C. Miller (supervision), Charles Wallace (non crédité)
- Pays de production : États-Unis
- Format : Couleur Eastmancolor
- Genre : Mélodrame
- Durée : 134 minutes
- Dates de sortie :
  - France : 7 juillet 1958
  - États-Unis : 7 juin 1955

## Distribution
- Richard Widmark : Dr Stewart 'Mac' McIver
- Lauren Bacall : Meg Faversen Rinehart
- Charles Boyer : Dr Douglas N. Devanal
- Gloria Grahame : Karen McIver
- Lillian Gish : Victoria Inch
- John Kerr : Steven Holte
- Susan Strasberg : Sue Brett
- Oscar Levant : M. Capp
- Tommy Rettig : Mark McIver
- Paul Stewart : Dr Otto Wolff
- Jarma Lewis : Lois Demuth
- Fay Wray : Edna Devanal
- Edgar Stehli : M. Holcomb
- Virginia Christine : Sally
- Stuart Holmes : M. Wietz
- Eve McVeagh : Mme Shirley Irwin
- Oliver Blake : Curly
- Sandy Descher : Rosemary McIver

Acteurs non crédités
- Dayton Lummis : Dr Tim Carmody
- Olive Carey : Mme O'Brien, une infirmière
- Ruth Clifford : Mme Jenkins
- Marjorie Bennett : Sadie
- Roy Barcroft : le lieutenant de police Ferguson
- Lomax Study : le serveur
- Lenore Kingston : la standardiste